# إلارا
القمر إلارا (بالإنجليزية: Elara)‏ أحد أقمار المشتري الثاني عشر في الترتيب المعروف لأقمار المشتري 
الثامن من حيث الحجم واكتشفه تشارلز ديلون بيرين عام 1905.
ويبلغ قطره 80 كم ومعدل بعد مداره عن المشتري 11737000 كم وكتلته 8 × 10 17 ويحتاج إلى 259.6528 يوماً أرضياً ليدور حول المشتري. وسمي باسم إلارا، أحد عشاق زيوس وأم تيتيوس العملاقة.